# Краснооктябрьский (Пензенская область)
Краснооктябрьский — посёлок в Лунинском районе Пензенской области. Входит в состав Лунинского сельсовета.

## География
Посёлок расположен в северной части области на расстоянии примерно в 7 километрах по прямой к западу-северо-западу от районного центра Лунино.
Часовой пояс
Посёлок Краснооктябрьский как и вся Пензенская область, находится в часовой зоне МСК (московское время). Смещение применяемого времени относительно UTC составляет +3:00.

## Население
| 1979 | 1989 | 1996 | 2002 | 2010 |
| ---- | ---- | ---- | ---- | ---- |
| 183  | ↗228 | ↘227 | ↘226 | ↘192 |

Национальный состав
Согласно результатам переписи 2002 года, в национальной структуре населения русские составляли 87 % из 226 чел..